# Districte d'Olten

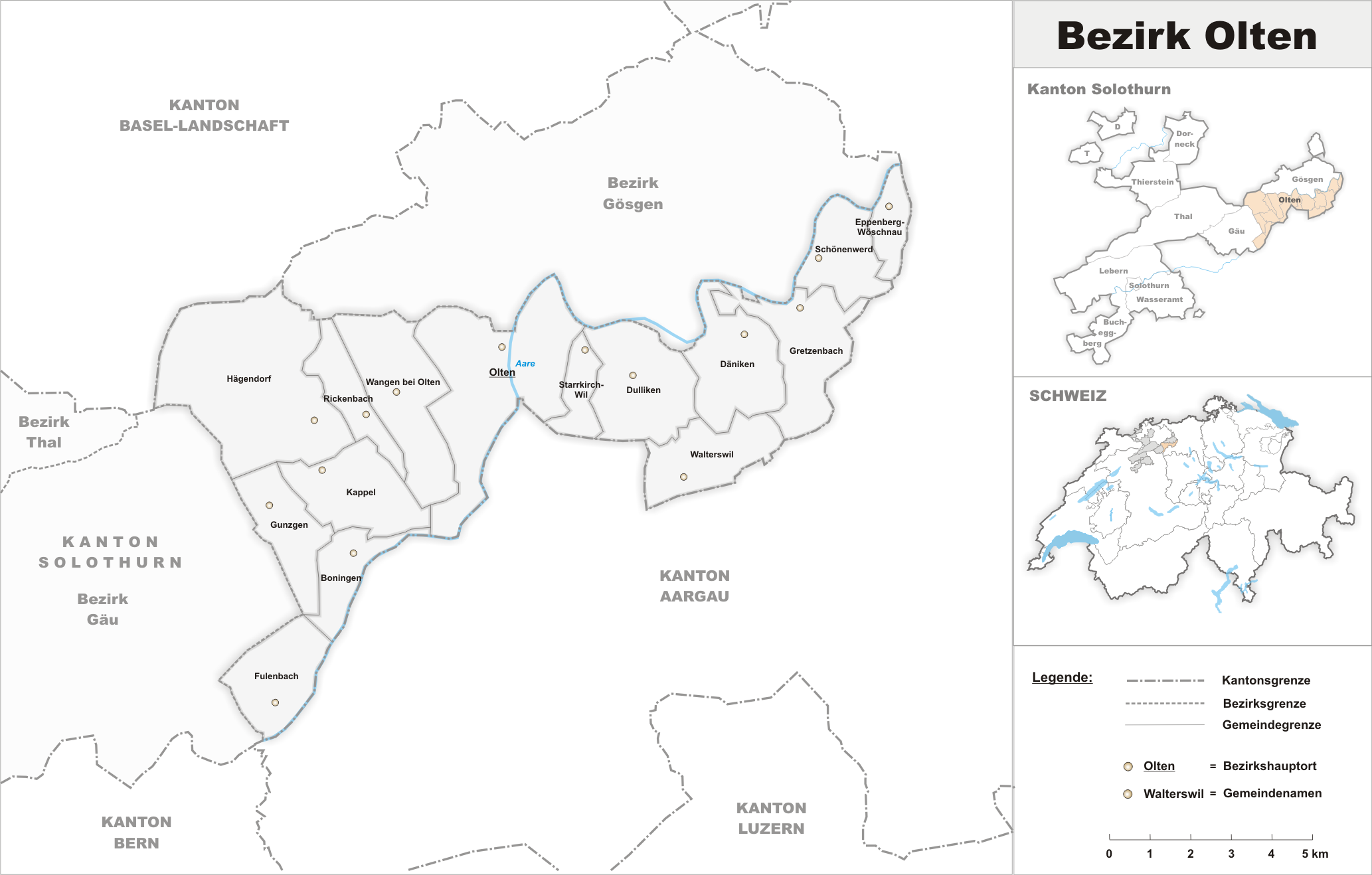
El districte d'Olten

Bandera del districte d'Olten

El districte d'Olten és un dels deu districtes del cantó de Solothurn (Suïssa). Té una població de 51169 habitants (cens de 2007) i una superfície de 80.60 km². Està format per 15 municipis i el cap del districte és Olten.

## Municipis
- CH-4618 Boningen
- CH-4658 Däniken
- CH-4657 Dulliken
- CH-5012 Eppenberg-Wöschnau
- CH-4629 Fulenbach
- CH-5014 Gretzenbach
- CH-4617 Gunzgen
- CH-4614 Hägendorf
- CH-4616 Kappel
- CH-4600 Olten
- CH-4613 Rickenbach
- CH-5012 Schönenwerd
- CH-4656 Starrkirch-Wil
- CH-5746 Walterswil
- CH-4612 Wangen bei Olten